# Chlorops stigmatus
Chlorops stigmatus är en tvåvingeart som beskrevs av Becker 1912. Chlorops stigmatus ingår i släktet Chlorops och familjen fritflugor. Inga underarter finns listade i Catalogue of Life.